# Доктор Мабузе
Доктор Мабу́зе (нем. Dr. Mabuse) — вымышленный литературный персонаж, созданный Жаком Норбертом. Мабузе — доктор-психоаналитик, гениальный и безжалостный преступник, карточный игрок, мастер перевоплощения и феноменальный гипнотизёр.

## Экранизации
- 1922 — Доктор Мабузе, игрок / Dr. Mabuse, der Spieler — Германия — Фриц Ланг / Fritz Lang
- 1933 — Завещание доктора Мабузе / Das Testament des Dr. Mabuse — Германия — Фриц Ланг / Fritz Lang — криминал, ужасы, детектив
- 1960 — Тысяча глаз доктора Мабузе / Die 1000 Augen des Dr. Mabuse — Франция, Италия, ФРГ — Фриц Ланг / Fritz Lang — криминал, ужасы, детектив
- 1961 — Возвращение доктора Мабузе (В стальной паутине доктора Мабузе) / Im Stahlnetz des Dr. Mabuse / The Return of Dr. Mabuse — Италия, Франция, ФРГ — Харальд Райнль / Harald Reinl — триллер
- 1962 — Невидимый доктор Мабузе / Die Unsichtbaren Krallen des Dr. Mabuse — Германия — Харальд Райнль / Harald Reinl — триллер, детектив
- 1962 — Завещание доктора Мабузе / Das Testament des Dr. Mabuse — Германия — Вернера Клинглера[англ.] (нем. Werner Klingler) / Werner Klingler — триллер, детектив
- 1963 — Скотланд-Ярд против доктора Мабузе / Scotland Yard jagt Dr. Mabuse — Германия, ФРГ — Пауля Мая[англ.] (нем. Paul May) — криминал, триллер, фантастика, детектив
- 1964 — Лучи смерти доктора Мабузе / Die Todesstrahlen des Dr. Mabuse — ФРГ, Франция, Италия — Уго Фрегонесе / Hugo Fregonese, Виктор Де Сантис / Victor De Santis — детектив, триллер
- 1969 — Кричи и снова кричи / Scream and Scream Again. (Die lebenden Leichen des Dr. Mabuse) — Великобритания — Гордон Хесслер / Gordon Hessler
- 1972 — Месть доктора Мабузе / Dr. M schlägt zu — Испания, ФРГ — Хесуса Франко — фантастика, детектив
- 1984 — Kottan ermittelt: Mabuse kehrt zurück — Петер Патцак / Peter Patzak — сериал
- 1990 — Доктор М / Dr. M — Франция, Германия, Италия — Клод Шаброль / Claude Chabrol — драма, криминал, детектив, фантастика
- 2013 — Доктор Мабузе / Doctor Mabuse — США — Энсел Фарадж / Ansel Faraj — криминал, ужасы, детектив
- 2014 — Доктор Мабузе 2 / Doctor Mabuse: Etiopomar — США — Энсел Фарадж / Ansel Faraj — криминал, ужасы, детектив

Второй фильм великого немецкого режиссёра Фрица Ланга «Завещание доктора Мабузе» был снят через 11 лет после первого, и тут же, ещё до первого показа был запрещен Геббельсом. Причина запрета: негодяи фильма цитируют нацистские лозунги. По утверждению Ланга, практически одновременно министр пропаганды III Рейха предложил ему возглавить все немецкое кино, на что режиссёр ответил «я очень польщён» и в тот же день бежал из Германии (см. статью о Фрице Ланге).

## Исполнители
- Рудольф Кляйн-Рогге — Доктор Мабузе, игрок (1922), Завещание доктора Мабузе (1933)
- Вольфганг Прайс — Тысяча глаз доктора Мабузе (1960), В стальной сети доктора Мабузе[нем.] (1961), Невидимые когти доктора Мабузе[нем.] (1962), «Завещание доктора Мабузе» (1962), Скотланд-Ярд против доктора Мабузе / Scotland Yard jagt Dr. Mabuse (1963).
- Вальтер Рилла. Скотланд-Ярд против доктора Мабузе / Scotland Yard jagt Dr. Mabuse (1963)
- Клаудио Гора. Die. Todesstrahlen des Dr. Mabuse (1964)
- Джек Тейлор. Dr. M schlägt zu (1972)
- Дельфина Сейриг. Dorian Gray im Spiegel der Boulevardpresse (1984)

## В музыке
- Песни «Dr. Mabuse (A Paranoid Fantasy)» и «Dr. Mabuse Der Spieler (An International Incident)» составляют соответственно стороны A и B сингла The Nine Lives Of Dr. Mabuse (1984) немецкой нью-вейв/синти-поп группы Propaganda.
- Песня «Dr. Mabuse (First Life)» есть в альбоме A Secret Wish (1985) немецкой группы Propaganda.
- Песня «Dr. Mabuse» есть на сингле Loose Caboose / Dr. Mabuse (1986) австрийского певца Jul Lekey.
- Песня «Dr. Mabuse» есть в альбоме X-Ten (1994) немецкой группы Blue System. Также песня была выпущена как сингл.
- Два ремикса песни «Mabuse» входят в состав макси-сингла M: — The Secret Tapes Of Dr. Mabuse (2002) немецкой группы Propaganda.
- Песня «Dr. Mabuse» есть в мини-альбоме Als wären wir für immer (2010) немецкой индастриал-группы Die Krupps.
- Песня «Dr. Mabuse» есть на макси-сингле Dr. Mabuse (2017) немецкой певицы Lian Ross.